# (321046) Klushantsev
(321046) Klushantsev est un astéroïde de la ceinture principale.

## Description
(321046) Klushantsev est un astéroïde de la ceinture principale. Il fut découvert le 29 août 2008 à Zelenchukskaya Station par Timur V. Kryachko. Il présente une orbite caractérisée par un demi-grand axe de 3,12 UA, une excentricité de 0,11 et une inclinaison de 11,2° par rapport à l'écliptique.

## Compléments